# 棘鰻鯛
棘鰻鯛，為輻鰭魚綱鱸形目鱸亞目擬雀鯛科的其中一種，分布於澳洲西北部海域，背鰭硬棘1枚、背鰭軟條61-65枚;臀鰭硬棘0枚;臀鰭軟條52-55枚，體長可達13公分，為熱帶海水魚，棲息在沙底質、海綿及海草生長的水域，以甲殼類為食，生活習性不明。

## 擴展閱讀
維基物種上的相關：棘鰻鯛